# Диас де Оливейра, Шарлес
Шарлес Диас де Оливейра (порт. Charles Dias de Oliveira; 4 апреля 1984, Белен) — бразильский футболист, нападающий.

## Биография
Шарлес начинал свою карьеру в родной Бразилии, его первым клубом был знаменитый «Сантос». Затем он перебрался в систему клуба «Туна Лузо» из своего родного города.
В 2001 году он переехал в Португалию, где начал выступать за юношескую команду клуба «Фейренсе». Уже в 2002 году он дебютировал в «Фейренсе» и за два года, проведённых в этой команде, он забил одиннадцать голов в пятидесяти встречах.
В 2004 году Шарлес перебрался в клуб испанской Сегунды «Понтеведра». Из Сегунды его клуб быстро вылетел, но Шарлес остался в команде и выступал за неё на протяжении шести лет.
В 2010 году Шарлес вернулся в Сегунду, подписав контракт с «Кордовой». В её состав он провёл два сезона, сыграв шестьдесят шесть матчей и забив двадцать один гол.
В 2012 году Шарлес перешёл в «Альмерию», в составе которой провёл выдающийся сезон. В Кубке Испании его «Альмерия» добралась до 1/16 финала, уступив по сумме двух встреч представителю высшего дивизиона «Сельте». В первом матче этого противостояния Шарлес отметился голевой передачей. А в Сегунде он стал лучшим бомбардиром сезона, забив двадцать семь голов в сорока матчах регулярного чемпионата и пять мячей в четырёх встречах плей-офф. Таким образом нападающий внёс весомый вклад в возвращение «Альмерии» в Примеру.

## Достижения
Командные
 Фейренсе
- Победитель Второго дивизиона Португалии: 2002/03

 Понтеведра
- Победитель Сегунды Б: 2006/07 (Группа 1)
- Обладатель Кубка Федерации: 2006/07

Личные
- Лучший бомбардир Сегунды: 2012/13

## Личная жизнь
У Шарлеса есть двое двоюродных братьев, Игор и Юри. Они тоже футболисты. Шарлес, Игор и Юри вместе играли за испанскую «Понтеведру».